# Notepad++
Notepad++ er et tekstredigeringsprogram (også kaldet en editor), primært beregnet til programmering. Det understøtter mange forskellige programmeringssprog, herunder PHP, ASP, C++, C#, Python og Perl.
Notepad++ er gratis og kan hentes på dets officielle hjemmeside.